# Manuel Benson
Pour les articles homonymes, voir Benson.
Manuel Benson, né le 28 mars 1997 à Lokeren en Belgique, est un footballeur international angolais qui joue au poste d'attaquant au Burnley FC. Il possède également la nationalité belge,.

## Biographie

### En club

#### Avec l’Antwerp
Il signe à l'Antwerp en 2019, et remporte notamment la coupe de Belgique en 2020.

### En sélections nationales
Il joue deux matchs amicaux avec les moins de 19 ans en septembre 2014, contre Israël et la France, avec pour résultats deux lourdes défaites.
Il joue son premier match avec les espoirs le 27 mars 2017 , contre Malte, à l'occasion des éliminatoires de l'Euro espoirs 2019 (victoire 2-1).

## Statistiques

### En club
| Saison                | Club                  | Championnat           | Championnat | Championnat | Championnat | Coupe nationale | Coupe nationale | Coupe nationale | Coupe de la Ligue | Coupe de la Ligue | Coupe de la Ligue | Supercoupe | Supercoupe | Supercoupe | Compétition(s) continentale(s) | Compétition(s) continentale(s) | Compétition(s) continentale(s) | Compétition(s) continentale(s) | Autres compétitions | Autres compétitions | Autres compétitions | Autres compétitions | Total | Total | Total |
| Saison                | Club                  | Division              | M.          | B.          | P.d.        | M.              | B.              | P.d.            | M.                | B.                | P.d.              | M.         | B.         | P.d.       | Comp.                          | M.                             | B.                             | P.d.                           | Comp.               | M.                  | B.                  | P.d.                | M.    | B.    | P.d.  |
| 2013-2014             | Lierse SK             | Division 1            | -           | -           | -           | -               | -               | -               | -                 | -                 | -                 | -          | -          | -          | -                              | -                              | -                              | -                              | PO2                 | 1                   | 0                   | 0                   | 1     | 0     | 0     |
| 2014-2015             | Lierse SK             | Division 1            | 6           | 0           | 0           | -               | -               | -               | -                 | -                 | -                 | -          | -          | -          | -                              | -                              | -                              | -                              | PO3+TF              | 3+2                 | 0+0                 | 0+0                 | 11    | 0     | 0     |
| 2015-2016             | Lierse SK             | Division 2            | 21          | 2           | 3           | -               | -               | -               | -                 | -                 | -                 | -          | -          | -          | -                              | -                              | -                              | -                              | -                   | -                   | -                   | -                   | 21    | 2     | 3     |
| 2016-2017             | Lierse SK             | Division 1B           | 28          | 3           | 6           | 1               | 1               | 1               | -                 | -                 | -                 | -          | -          | -          | -                              | -                              | -                              | -                              | PO2                 | 9                   | 4                   | 1                   | 38    | 8     | 8     |
| Sous-total            | Sous-total            | Sous-total            | 55          | 5           | 9           | 1               | 1               | 1               | -                 | -                 | -                 | -          | -          | -          | -                              | -                              | -                              | -                              | -                   | 15                  | 4                   | 1                   | 71    | 10    | 11    |
| 2017-2018             | KRC Genk              | Division 1A           | 8           | 0           | 0           | 3               | 0               | 1               | -                 | -                 | -                 | -          | -          | -          | -                              | -                              | -                              | -                              | PO1+BE              | -                   | -                   | -                   | 11    | 0     | 1     |
| 2018-2019             | KRC Genk              | Division 1A           | -           | -           | -           | -               | -               | -               | -                 | -                 | -                 | -          | -          | -          | C3                             | 1                              | 0                              | 0                              | PO1                 | -                   | -                   | -                   | 1     | 0     | 0     |
| 2019-2020             | KRC Genk              | Division 1A           | 3           | 0           | 0           | -               | -               | -               | -                 | -                 | -                 | 1          | 0          | 0          | C1                             | -                              | -                              | -                              | -                   | -                   | -                   | -                   | 4     | 0     | 0     |
| Sous-total            | Sous-total            | Sous-total            | 11          | 0           | 0           | 3               | 0               | 1               | -                 | -                 | -                 | 1          | 0          | 0          | -                              | 1                              | 0                              | 0                              | -                   | -                   | -                   | -                   | 16    | 0     | 1     |
| 2018-2019             | RE Mouscron (prêt)    | Division 1A           | 22          | 2           | 8           | 2               | 2               | 0               | -                 | -                 | -                 | -          | -          | -          | -                              | -                              | -                              | -                              | PO2                 | 4                   | 2                   | 1                   | 28    | 6     | 9     |
| 2019-2020             | Royal Antwerp FC      | Division 1A           | 11          | 0           | 2           | 5               | 1               | 0               | -                 | -                 | -                 | -          | -          | -          | -                              | -                              | -                              | -                              | -                   | -                   | -                   | -                   | 16    | 1     | 2     |
| 2020-2021             | Royal Antwerp FC      | Division 1A           | 5           | 0           | 0           | -               | -               | -               | -                 | -                 | -                 | -          | -          | -          | C3                             | 3                              | 1                              | 0                              | PO1                 | -                   | -                   | -                   | 8     | 1     | 0     |
| 2021-2022             | Royal Antwerp FC      | Division 1A           | 28          | 5           | 5           | 1               | 0               | 0               | -                 | -                 | -                 | -          | -          | -          | C3                             | 7                              | 1                              | 2                              | PO1                 | 6                   | 0                   | 1                   | 42    | 6     | 8     |
| 2022-2023             | Royal Antwerp FC      | Division 1A           | 1           | 0           | 0           | -               | -               | -               | -                 | -                 | -                 | -          | -          | -          | C4                             | 2                              | 0                              | 1                              | PO1                 | -                   | -                   | -                   | 3     | 0     | 1     |
| Sous-total            | Sous-total            | Sous-total            | 45          | 5           | 7           | 6               | 1               | 0               | -                 | -                 | -                 | -          | -          | -          | -                              | 12                             | 2                              | 3                              | -                   | 6                   | 0                   | 1                   | 69    | 8     | 11    |
| 2020-2021             | PEC Zwolle (prêt)     | Eredivisie            | 13          | 0           | 4           | -               | -               | -               | -                 | -                 | -                 | -          | -          | -          | -                              | -                              | -                              | -                              | -                   | -                   | -                   | -                   | 13    | 0     | 4     |
| 2022-2023             | Burnley FC            | Championship          | 33          | 12          | 3           | 1               | 2               | 0               | 3                 | 0                 | 1                 | -          | -          | -          | -                              | -                              | -                              | -                              | -                   | -                   | -                   | -                   | 37    | 14    | 4     |
| 2023-2024             | Burnley FC            | Premier League        | 8           | 0           | 0           | -               | -               | -               | 1                 | 0                 | 0                 | -          | -          | -          | -                              | -                              | -                              | -                              | -                   | -                   | -                   | -                   | 9     | 0     | 0     |
| 2024-2025             | Burnley FC            | Championship          | 3           | 1           | 0           | 2               | 0               | 0               | -                 | -                 | -                 | -          | -          | -          | -                              | -                              | -                              | -                              | -                   | -                   | -                   | -                   | 5     | 1     | 0     |
| 2025-2026             | Burnley FC            | Premier League        | -           | -           | -           | -               | -               | -               | -                 | -                 | -                 | -          | -          | -          | -                              | -                              | -                              | -                              | -                   | -                   | -                   | -                   | 0     | 0     | 0     |
| Sous-total            | Sous-total            | Sous-total            | 44          | 13          | 3           | 3               | 2               | 0               | 4                 | 0                 | 1                 | -          | -          | -          | -                              | -                              | -                              | -                              | -                   | -                   | -                   | -                   | 51    | 15    | 4     |
| Total sur la carrière | Total sur la carrière | Total sur la carrière | 190         | 25          | 31          | 15              | 6               | 2               | 4                 | 0                 | 1                 | 1          | 0          | 0          | -                              | 13                             | 2                              | 3                              | -                   | 25                  | 6                   | 3                   | 248   | 39    | 40    |

### En sélections nationales
| Saison                | Sélection             | Phases finales        | Phases finales | Phases finales | Phases finales | Éliminatoires CDM | Éliminatoires CDM | Éliminatoires CDM | Éliminatoires CAN | Éliminatoires CAN | Éliminatoires CAN | Matchs amicaux | Matchs amicaux | Matchs amicaux | Total | Total | Total |
| Saison                | Sélection             | Compétition           | M              | B              | Pd             | M                 | B                 | Pd                | M                 | B                 | Pd                | M              | B              | Pd             | M     | B     | Pd    |
| --------------------- | --------------------- | --------------------- | -------------- | -------------- | -------------- | ----------------- | ----------------- | ----------------- | ----------------- | ----------------- | ----------------- | -------------- | -------------- | -------------- | ----- | ----- | ----- |
| 2023-2024             | Angola                | -                     | -              | -              | -              | 2                 | 0                 | 0                 | -                 | -                 | -                 | -              | -              | -              | 2     | 0     | 0     |
| 2024-2025             | Angola                | -                     | -              | -              | -              | 2                 | 0                 | 0                 | -                 | -                 | -                 | -              | -              | -              | 2     | 0     | 0     |
| Total sur la carrière | Total sur la carrière | Total sur la carrière | -              | -              | -              | 4                 | 0                 | 0                 | -                 | -                 | -                 | -              | -              | -              | 4     | 0     | 0     |

### Matchs internationaux
| Matchs internationaux de Manuel Benson, | Matchs internationaux de Manuel Benson, | Matchs internationaux de Manuel Benson,           | Matchs internationaux de Manuel Benson, | Matchs internationaux de Manuel Benson, | Matchs internationaux de Manuel Benson, | Matchs internationaux de Manuel Benson, | Matchs internationaux de Manuel Benson,                           |
| #                                       | Date                                    | Lieu                                              | Adversaire                              | Résultat                                | Compétition                             | Club                                    | Notes                                                             |
| --------------------------------------- | --------------------------------------- | ------------------------------------------------- | --------------------------------------- | --------------------------------------- | --------------------------------------- | --------------------------------------- | ----------------------------------------------------------------- |
| 1                                       | 7 juin 2024                             | Stade national du 11-Novembre, Luanda, Angola     | Eswatini                                | V 1 - 0                                 | Éliminatoires de la Coupe du monde 2026 | Burnley FC                              | Entre en jeu à la place de Felício Milson à la 69e minute de jeu. |
| 2                                       | 11 juin 2024                            | Stade national du 11-Novembre, Luanda, Angola     | Cameroun                                | N 1 - 1                                 | Éliminatoires de la Coupe du monde 2026 | Burnley FC                              | Titulaire, remplacé par Felício Milson à la 74e minute de jeu.    |
| 3                                       | 20 mars 2025                            | Stade des martyrs de Benina (en), Benghazi, Libye | Libye                                   | N 1 - 1                                 | Éliminatoires de la Coupe du monde 2026 | Burnley FC                              | Titulaire, remplacé par Beni Mukendi à la 60e minute de jeu.      |
| 4                                       | 25 mars 2025                            | Stade national du 11-Novembre, Luanda, Angola     | Cap-Vert                                | D 1 - 2                                 | Éliminatoires de la Coupe du monde 2026 | Burnley FC                              | Titulaire, remplacé par Felício Milson à la 69e minute de jeu.    |

## Palmarès

### En club
|  | KRC Genk - Supercoupe de Belgique (1) : - Vainqueur : 2019 |  | Royal Antwerp FC - Championnat de Belgique (1) : - Champion : 2023 - Coupe de Belgique (1) : - Vainqueur : 2020 |  | Burnley FC - Championnat d'Angleterre de deuxième division (1) : - Champion : 2023 - Vice-champion : 2025 |